# Marla Gibbs
Marla Gibbs, geboren als Margaret Theresa Bradley (Chicago, 14 juni 1931), is een Amerikaans actrice en comédienne. Ze maakte in 1973 haar film- en acteerdebuut als Beverly Solomon in het actie-drama Sweet Jesus, Preacherman. Voor haar bijrol als Florence Johnston in de komedieserie The Jeffersons. werd ze in 1981, 1982, 1983, 1984 en 1985 genomineerd voor een Primetime Emmy Award en in 1985 bovendien voor een Golden Globe. In 2021 kreeg Gibbs een ster op de Hollywood Walk of Fame.

## Filmografie
*Exclusief televisiefilms
| - El Camino: A Breaking Bad Movie (2019) - Love Jacked (2018) - You Can't Fight Christmas (2017) - The Last Revolutionary (2017) - Please Stand By (2017) - Lemon (2017) - The Man in 3B (2015) - Grantham & Rose (2014) - Forbidden Woman (2013) - Madea's Witness Protection (2012) - C'mon Man (2012) - Who Killed Soul Glow? (2012) - Afro Ninja (2009) | - Ways of the Flesh (2006) - Love on Layaway (2005, verteller) - The Brothers (2001) - Stanley's Gig (2000) - The Visit (2000) - Lost & Found (1999) - Foolish (1999) - Border to Border (1998) - The Meteor Man (1993) - Up Against the Wall (1991) - Passing Through (1977) - Black Belt Jones (1974) - Sweet Jesus, Preacherman (1973) |

## Televisieseries
*Exclusief eenmalige gastrollen
- Station 19 - Edith (2018, drie afleveringen)
- Black-ish -  Mabel (2017-2018, twee afleveringen)
- The Carmichael Show - Francis (2016-2017, twee afleveringen)
- Trial & Error  - Mrs. Kratt (2017, twee afleveringen)
- The First Family - Oma Eddy (2012-2013, elf afleveringen)
- The Hughleys - Hattie Mae Hughley (1998-2002, zestien afleveringen)
- 101 Dalmatians: The Series - stem Duchess (1997-1998, acht afleveringen)
- 227 - Mary Jenkins (1985-1990, 115 afleveringen)
- Pryor's Place - Miss Stern (1984, drie afleveringen)
- Checking In - Florence Johnston (1981, vier afleveringen)
- The Jeffersons - Florence Johnston (1975-1985, 207 afleveringen)

## Privé
Gibbs trouwde in 1956 met Jordan Gibbs, met wie ze drie kinderen kreeg. Het huwelijk strandde in 1973. Hun dochter Angela Elayne Gibbs debuteerde in 1973 als film- en in 1974 als televisieactrice. Gibbs' oudere zus Susie Garrett speelde Betty Johnson in 85 afleveringen van de sitcom Punky Brewster.
- Bibliothèque nationale de France: cb14181322x (data)
- International Standard Name Identifier: 0000 0000 7840 1868
- Library of Congress Control Number: nr2002022078
- MusicBrainz: 03899e3a-0bdd-4832-a84a-097204f893b5
- SNAC: w6642v05
- Virtual International Authority File: 19614659
- WorldCat: E39PBJqqCXJxmGBFyffhwHc9Dq